# Preuss' wever
De preuss' wever (Ploceus preussi) is een zangvogel uit de familie Ploceidae (wevers en verwanten).

## Verspreiding en leefgebied
Deze soort komt voor van Guinee en Sierra Leone tot zuidelijk Kameroen, Gabon en noordoostelijk Congo-Kinshasa.